# الدكيكة
الدكيكة قرية تتبع منطقة طرطوس في محافظة طرطوس. تقع القرية على بعد 30 كم جنوب مدينة طرطوس في منطقة سهل عكار. وتتميز هذه القرية باتساع أراضيها الزراعية وبخيراتها الكثيرة وإنتاجها الوفير، ومن أهم زراعاتها الفليفلة التي تميزت بها القرية من حيث النوع والكم. يبلغ عدد سكانها 2000 نسمة.